# Аммосов, Иннокентий Иванович
Инноке́нтий Ива́нович Аммо́сов (1901—1987) — учёный-исследователь, геолог, доктор геолого-минералогических наук, профессор Московского геологоразведочного института. Специалист в области геологии угля и горючих сланцев. Член КПСС.
Работал в Геологическом институте АН СССР и в Институте геологии и разработки горючих ископаемых.
Умер в августе 1987 года.